# Sankt Nikolai församling, Skara stift
Sankt Nikolai församling var en församling  i Skara stift i nuvarande Skara kommun. Församlingen upplöstes före 1540.

## Administrativ historik
Församlingen bildades omkring 1220 och upplöstes före 1540.